# LOVE〜愛はディスコ〜
LOVE〜愛はディスコ〜（ラブ〜アイハディスコ〜）は、2017年7月12日に発売されたMeikの1枚目の配信シングル。

## 概要
『Make It Happen』に収録されているものはAPOTHEKEのShingoとのコラボバージョンだが、今作はMeikのソロバージョン。イントロやコーラスなども異なる。最初はかなり低い音程だったと本人がInstagramで語っている。

## 収録曲
1. LOVE〜愛はディスコ〜